# Camptoscaphiella infernalis
Camptoscaphiella infernalis là một loài nhện trong họ Oonopidae.
Loài này thuộc chi Camptoscaphiella. Camptoscaphiella infernalis được miêu tả năm 2007 bởi Harvey & Edward.